# Choi Min-jeong
Choi Min-jeong (in hangŭl: 최민정;; Seongnam, 9 settembre 1998) è una pattinatrice di short track sudcoreana, campionessa olimpica dei 1500 m e della staffetta ai Giochi olimpici di Pyeongchang 2018.

## Palmarès

### Olimpiadi
- 5 medaglie:
  - 3 ori (1500 m e staffetta 3000 m a Pyeongchang 2018, 1500 m a Pechino 2022)
  - 2 argenti (1000 m e staffetta 3000 m a Pechino 2022)

### Campionati mondiali
- 24 medaglie:
  - 16 ori (classifica generale, 1000 m e staffetta 3000 m a Mosca 2015; classifica generale, 1000 m e staffetta 3000 m a Seul 2016; classifica generale, 500 m, 1500 m e staffetta 3000 m a Montréal 2018; 1500 m a Sofia 2019; classifica generale, 1000 m, 1500 m e staffetta 3000 m a Montréal 2022; 1500 m a Pechino 2025);
  - 7 argenti (1500 m a Seul 2016; classifica generale, 1000 m e 3000 m a Sofia 2019; 1000 m, 1500 m e staffetta 3000 m a Seul 2023);
  - 1 bronzo (1500 m a Mosca 2015).

### Universiadi
- 1 medaglia:
- 1 oro (1500 m a Lake Placid 2023).

### Campionati mondiali juniores
- 2 medaglie:
  - 2 ori (1000 m e staffetta a Erzurum 2014);
  - 1 argento (1500 m a Erzurum 2014);
  - 2 bronzi (classifica generale e 1500 m super a Erzurum 2014).